# Das Mädchen aus der Feenwelt oder Der Bauer als Millionär
Das Mädchen aus der Feenwelt oder Der Bauer est Millionär (en français, La Fille du monde des fées ou Le Paysan millionnaire) est une pièce de Ferdinand Raimund.

## Argument
La fée Lacrimosa ne veut pas du mariage de sa fille Lottchen avec le fils de la reine des fées. Lacrimosa prend donc son pouvoir de fée, bannit Lottchen sur la terre et ne veut lever la malédiction que si la fille rejette toute richesse et devient l'épouse d'un pauvre. Cela doit avoir lieu avant son 18e anniversaire. Lacrimosa remet sa fille au pauvre fermier forestier Fortunatus Wurzel avec la tâche de simplement d'en faire quelqu'un de bien et d'épouser un homme bon. Mais l'envie avait un œil sur Lacrimosa, mais cela le fit clignoter. Mais l'Envie avait un œil sur Lacrimosa. Par vengeance, il s'assure que Wurzel trouve un grand trésor. Le fermier construit un palais dans la ville, ne veut plus connaître les liens de Lottchen avec le pêcheur Karl Schilf et trouve un gendre riche.
Quelques jours avant le 18e anniversaire de Lottchen, Lacrimosa invite des fantômes et des magiciens amicaux dans son palais des fées et demande de l'aide. Tous les esprits, mais surtout Ajaxerle et Bustorius, s'engagent immédiatement et Ajaxerle est chargé d'aller sur Terre.
Lottchen se plaint de la dureté de Wurzel, qui interdit au pauvre Karl d'être avec elle. Mais la médiation d'Ajaxerle conduit à une rencontre entre les deux amoureux et le magicien joue le marieur pour Wurzel. Il le rejette et jure qu'il n'autorisera la liaison que jusqu'à ce qu'il ait l'air si pourri et gris comme des cendres. Puis il jette Lottchen avec colère, mais Lottchen se réfugie dans la satisfaction.
Alors que Wurzel fête avec ses contemporains, on rapporte une visite d'un jeune homme étrange. C'est la Jeunesse qui est venu nier l'amitié profonde. La nuit tombe, un deuxième invité arrive, la Vieillesse. Il se moque de Wurzel et qu'il sera pris avec toutes les afflictions de la vieillesse. Wurzel maudit l'Envie et sa richesse, souhaite retourner dans sa maison forestière et il se tient devant sa cabane à moitié ruinée.
Désormais, l'Envie demande à la Haine de se venger davantage. La Haine attire Karl dans un jeu de quilles magique, où une riche bague en diamant sera pour ceux qui ont touché les neuf, mais la mort est certaine pour eux. Karl, qui croit que la richesse ouvre la voie à la main de Lottchen, parvient à faire tomber toutes les quilles en même temps et remporte l'anneau.
Il fait construire un magnifique palais et va chercher Lottchen. Elle vient avec satisfaction pour que Karl jette l'anneau menaçant. En tant qu'homme des cendres, Wurzel vient et commence à parler de la satisfaction qu'il considère comme la cuisinière. Il change et voit sa bonne humeur comme un riche prétendant.
Karl rencontre Lottchen dans le palais, veut l'épouser et la couvrir de richesses, mais un sort de contentement fait que Lottchen s'évanouit lorsqu'elle voit des diamants. Karl, toujours hésitant, jette l'anneau pour elle, le pouvoir de la Haine est brisé, le pêcheur est à nouveau un pauvre homme, remplissant la condition du sort de fée. Lacrimosa, toujours en possession de son pouvoir fantôme, présente à la mariée et au marié des cadeaux et Wurzel redevient un agriculteur forestier satisfait.

## Histoire
L'Alt-Wiener Volkstheater, qui avait amené de plus en plus de parodies et de satires sur scène au début du XIXe siècle, est toujours associé à l'univers fantastique traditionnelle. Afin de faire une différence dans le Zauberstück parodique, Raimund qualifie sa troisième pièce de « conte de fées magique original romantique avec des chansons », car les contes de fées magiques sont des contes de fées dans lesquels des figures allégoriques et des fées ou des magiciens interviennent dans la vie des gens.
Il décrit la pièce comme un conte de fées magique, dans lequel le monde humain est le véritable lieu d'action, où se croisent trois volets dramatiques : la rédemption de Lacrimosa par les deux amoureux, ainsi que les deux actes d'éducation ou d'amélioration de Wurzel et Karl.
Pour la huitième représentation du 21 novembre 1826, la distribution est la suivante : Raimund lui-même joue Fortunatus Wurzel, Friedrich Josef Korntheuer Bustorius et le vieil homme, Franz Tomaselli est Lorenz, Therese Krones la Jeunesse, Katharina Ennöckl la Satisfaction.

## Source de la traduction
- (de) Cet article est partiellement ou en totalité issu de l’article de Wikipédia en allemand intitulé « Das Mädchen aus der Feenwelt oder Der Bauer est Millionär » (voir la liste des auteurs).